# Гасмонея (Рівне)
Жидівський Клуб Спортовий «Гасмонея» Рівне (пол. ŻKS Hasmonea Równe) — єврейський спортивний клуб з Рівного (тодішня Польща), що існував упродовж 1918–1939 років. До 1923 року називався «Маккабі». Відомий своїми футбольною і боксерською командами. Триразовий чемпіон Волинського окружного футбольного союзу (1929, 1932, 1933).
Товариство мало секції боксу, велоспорту, гімнастики, легкої атлетики, спортивних ігор, футболу та хокею.

## Історія

### Заснування та заборона «Маккабі»
У міжвоєнній Польщі більшість єврейських спортивних гуртків входили до товариства «Маккабі» — всесвітньої єврейської спортивної організації, яка була створена 1895 року на честь історичного героя єврейського народу Юди (Єгуди) Маккавея. Окремі секції, невеликі спортивні клуби сіоністських громадських і просвітницьких організацій «Мізрахі», «Тарбут», «Гітахтуд» також брали активну участь у спортивному житті, пов'язуючи себе з рухом «Маккабі».
1918 року в Рівному з ініціативи членів організації «Гітахдут» створено спортивну секцію «Маккабі». Тоді ж збудовано перший гімнастичний спортмайданчик, а в одному із залів школи Талмуд-Тора почали проводитися заняття з гімнастики. Через кілька місяців із товариства «Спортклуб-Рівне» до «Маккабі» перейшла група єврейських футболістів на чолі з відомими на той час гравцями М. Горнштейном та С. Гімбергом. Футбольна команда провела декілька успішних матчів проти польських команд «Спортклуб-Рівне» і «Якір-Здолбунів». На початку 1923 року «Маккабі» виграла матч проти збірної Волині.
Попри спортивні досягнення та успіхи єврейським спортивним організація складно було пройти реєстрацію в державних органах влади. Так, 1923 року в Рівному польська влада взагалі заборонила діяльність місцевого товариства «Маккабі», як найпотужнішої єврейської спортивної організації на Волині.

### Створення «Гасмонеї»
Після заборони, більшість членів товариства спробували створити нове спортивне товариство під назвою «Гасмонея» (Hasmonea). Відразу ж організація зіткнулося з багатьма труднощами, бо влада всіляко намагалася затягнути процес реєстрації «Гасмонеї», аби зібрати більше інформації щодо її мети, майбутньої діяльності та політичної лояльності членів-засновників. Про це свідчить активне листування між різними інстанціями воєводського управління та відділом безпеки. Зрештою, 13 березня 1923 року воєводським рескриптом легалізацію «Гасмонеї» було заборонено.
На владні дії відреагував Волинський клуб послів сейму та сенату Єврейської Народної Партії, секретаріат якого з 1922 року знаходився у Рівному по вул. Шкільній. Саме тут розташовувались більшість єврейських громадських організацій міста. Керівники-засновники організації Мордко Табачник і Шльома Гойзенберг знову запевнили, що діяльність спортивного товариства акцентується лише на спорті і жодного політичного підґрунтя не має. Польська влада 31 травня 1923 року легалізувала «Гасмонею», а на період реєстрації дозволила створити футбольну команду (фактично було відновлено команду «Маккабі»). Упродовж наступних 16 років «Гасмонея» була найсильнішим єврейським футбольним клубом Волині.

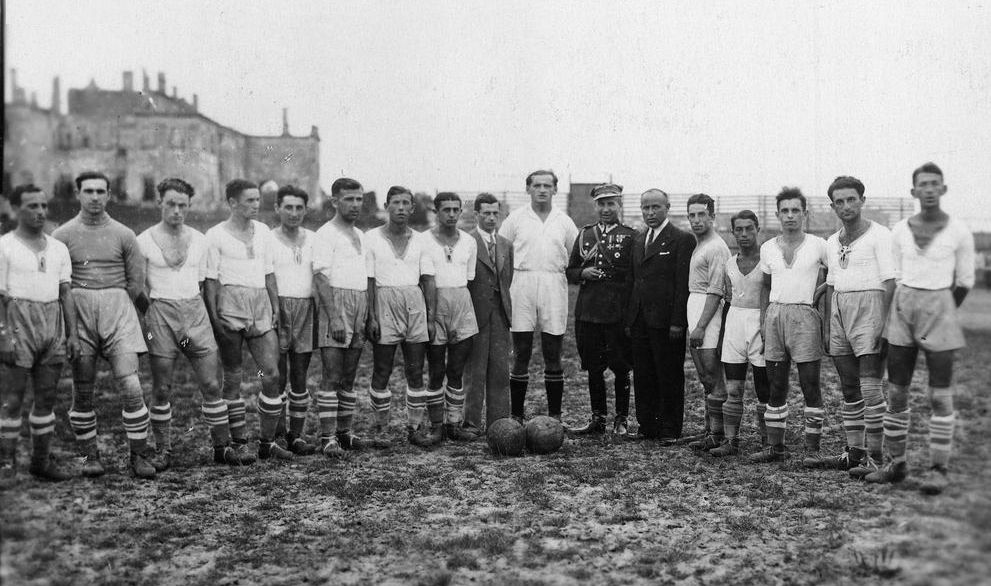
Футбольна секція «Гасмонеї» (1935)

Головними футбольними командами Волині тоді були жидівські «Гасмонея» (Рівне), «Гасмонея» (Луцьк), «Бар-Кохба» (Ковель), «Маккабі» (Луцьк), польські — ВКС (Військовий Клуб Спортовий), ПКС (Польський Клуб Спортовий), «Сокіл», «Кресов'янка» з Луцька, Рівного, Дубно, Ковеля, що домінували у футболі, боксі та атлетиці. Велика популярність клубу в Рівному була спричинена тим, що в місті (за переписом 1931 року) проживало майже 23 тис. євреїв — 55,9% населення міста.
18 серпня 1923 р. на спортивному полі польського «Сокола» відбулося офіційне відкриття старого-нового клубу «Гасмонея». Товариство створило секції боксу та плавання, а зал «Гасмонеї» почали використовувати для спортивних вправ учні єврейських шкіл «Тарбут» і «Талмуд-Тора». Наприкінці 1923 р. клуб вступив в Люблінський футбольний округ і вперше взяв участь у змаганнях. У 1924 р. в польському футбольному чемпіонаті був створений дивізіон «Волинь-Полісся», чемпіони якого мали право грати в класі «А» Люблінського округу Польського футбольного союзу.
25 квітня 1924 урочисто відкрито спортивне поле та майданчик для гімнастичних вправ.
1928 р. футбольна дружина «Гасмонеї» виграла кубок газети «Ехо Волинське». Того ж року представники 14-ти волинських клубів створили Волинський окружний футбольний союз. Боксерська команда рівненської «Гасмонеї» була однією з найкращих у Східній Польщі. Розвивалися секції спортивних ігор, тенісу, вело- та мотоспорту.

### 1930-ті роки
1932 року розпочалися роботи щодо відкриття стадіону, в них брала участь значна частина єврейського населення міста. Рівненська «Хасмонея» — єдине єврейське спортивне товариство на Волині, яке утримувало власний стадіон. У зимовий час діяла клубна ковзанка, де тренувалася власна хокейна команда.
У сезонах 1932 і 1933 футбольний колектив «Гасмонеї» перемагав у чемпіонаті Волині й представляв Волинський округ у відбірковому турнірі за вихід до Національної (найвищої) ліги Польщі.
1934 року Рівне відвідав віденський «Гакоах» — один із найсильніших жидівських клубів Австрії. За даними Харитона Бермана цей поєдинок зібрав на рівненському стадіоні понад 20 тисяч глядачів, а «Гасмонея» перемогла з рахунком 4:3.
У квітні-липні 1938 року пройшли урочистості присвячені 20-річчю клубу. З цієї нагоди також надруковано ювілейну книгу.
Восени 1939 року радянські війська зайняли територію Волині. «Гасмонею», як і всі інші організації та клуби, ліквідовано.